# Държавен архив – София
Държавен архив – София е отдел в дирекция „Регионален държавен архив“ – София.

## Дейност
В него се осъществява подбор, комплектуване, регистриране, обработване, съхраняване и предоставяне за използване на определените за постоянно запазване документи на областните администрации, на Столична община, на районите на територията на София-град и на общините на територията на София област, на териториалните структури на държавните органи и на други държавни и общински институции, организации и значими личности от местно значение, както и научно-методическото ръководство и контрол на организацията на работата с документите в деловодствата и учрежденските архиви, тяхното опазване и използване.
Към архива функционира читалня.

## История
Архивът е приемник на Общинския музей и библиотека с исторически архив, основани на 22 октомври 1928 г.  от кмета на София ген. Владимир Вазов. Създаден е през 1952 г. като дирекция „Софийски градски и окръжен държавен архив“ (СГОДА) към Министерство на вътрешните работи. От 18 юли 1959 г. архива преминава на подчинение на Столично управление на Министерство на вътрешните работи. От 1961 г. е на административно подчинение на Софийски градски народен съвет. През 1992 г. преминава на пряко административно подчинение на Главно управление на архивите при Министерски съвет. От 1978 г. получава статут на дирекция, а през 2010 г. е преструктуриран в отдел. От 1993 г. архивът се помещава в сграда на ул. „Московска“ № 5 заедно с Държавна агенция „Архиви“ и Централен държавен архив.

## Фонд
Първите постъпления на архивни фондове са предадени от Градския архив на Столична градска община през 1952 г. През 1993 г. са приети фондовите масиви на Градски партиен архив – София, възлизащи на 1597 фонда с 50 446 архивни единици и 4774 спомена, и на Окръжен партиен архив – София (771 фонда с 18 369 архивни единици).
Общата фондова наличност на архива към 1 януари 2015 г. възлиза на 6129,64 линейни метра с 6760 архивни фонда (6627 учрежденски и 133 лични) и общ брой 493 462 архивни единици, 300 частични постъпления и 5418 спомена. Застрахователният фонд се състои от 887 572 кадъра негатив.

## Ръководители
През годините ръководители на архива са:
- Симо Топалов (1952 – 1958)
- Ленчо Димитров (1958 – 1965)
- Тотка Тончева (1965 – 1983)
- Любомир Гиздов (1983 – 1989)
- Красимира Милчева (1989 – 2009)
- Станимира Делева (2009 – )

## Отличия и награди
Архивът е награден с орден „Кирил и Методий“ ІІ степен.